# Richard Burbage
Richard Burbage (Londra, 7 luglio 1568 – Londra, 13 marzo 1619) è stato un attore teatrale britannico.
Il padre, James Burbage, fu l'artefice della costruzione del Theatre. Richard ereditò i due teatri e nel 1613 fece ricostruire il Globe dopo che un incendio lo aveva completamente distrutto.
Interpretò ruoli tratti dai drammi di Ben Jonson e William Shakespeare. Di quest'ultimo fu amico e collega attore nelle compagnie delle corti elisabettiane. Fu primo attore, infatti, dei The Lord Chamberlain's Men, la compagnia teatrale per la quale Shakespeare componeva le sue opere.
Fu soprannominato il "Rosso d'Inghilterra", per la bravura e l'impeto delle sue performance.